# Acalypha gracilis
Acalypha gracilis là một loài thực vật có hoa trong họ Đại kích. Loài này được Spreng. mô tả khoa học đầu tiên năm 1827.